# 秦岭香科科
秦岭香科科（学名：Teucrium tsinlingense），为唇形科香科科属下的一个植物种。